# Holmskioldia microcalyx
Holmskioldia microcalyx là một loài thực vật có hoa trong họ Hoa môi. Loài này được (Baker) W. Piep. mô tả khoa học đầu tiên năm 1928.